# 斯特凡·巴尔布
斯特凡·巴尔布（羅馬尼亞語：Ștefan Barbu，1908年3月2日—1970年6月30日），罗马尼亚男子足球运动员，司职前锋。他曾代表罗马尼亚国家队参加1930年国际足联世界杯，结果队伍止步小组赛阶段。